# Sven Wollter
Sven Justus Fredrik Wollter, född 11 januari 1934 i Vasa församling, Göteborg, död 10 november 2020 i Luleå, var en svensk skådespelare. Han medverkade i många filmer och TV-serier, däribland Hemsöborna, Raskens, Mannen på taket, Charlotte Löwensköld, Mannen från Mallorca, Sista leken, Änglagård, Ivar Kreuger, Sally och En sång för Martin. Därutöver var han en framträdande teaterskådespelare. Dessutom utgav han några böcker och ett par skivor.

## Biografi

### Uppväxt och yrkesliv
Sven Wollter föddes i Göteborg och var son till redaktören Kjell Wollter (1884–1950) och Elsa, född Ekwall (1905–1980), samt bror till diplomaten Karl-Anders Wollter. Han studerade vid Göteborgs stadsteaters elevskola 1953–1957. Därefter var han engagerad vid Pionjärteatern 1954–1958, Bygdeteatern 1959, Riksteatern 1960–1961, Norrköpings stadsteater 1961–1963, Vasateatern 1964–1966 och TV-teatern 1966–1967. Han återvände sedan till Göteborgs stadsteater, där han verkade 1967–1983, och därefter vid Folkteatern i Gävleborg 1983–1986 följt av Stockholms stadsteater från 1986.
År 1977 turnerade han med Tältprojektet, en ny form av politisk teater, och han menade att "det är det största jag varit med om, även om jag gjort oändligt många större roller".
Wollter blev allmänt känd genom sin medverkan i Sveriges Televisions Vilhelm Moberg-serie Raskens under 1970-talet. Han hade genom årens lopp flera uppmärksammade roller, bland annat 1976 då han spelade polisinspektör Lennart Kollberg i Bo Widerbergs film Mannen på taket. För rollerna som polisinspektör Bo Jarnebring i Widerbergs Mannen från Mallorca (1984) och luffare i Jon Lindströms Sista leken (1984) tilldelades han en Guldbagge för Bästa skådespelare 1985. Ännu en Guldbagge fick han för titelrollen i Bille Augusts En sång för Martin 2001. Genom åren blev han en mycket populär skådespelare, främst för sitt breda urval av roller alltifrån den demenssjuke kompositören i En sång för Martin till den inbitne kommissarie Van Veeteren i ett antal kriminalfilmer.
År 1989 släppte Wollter soloalbumet Nån sorts man med tolkningar på svenska av bland annat Leonard Cohen och Tom Waits. Ett andra album, Sånger från tjugonde seklet, utgavs 2009, där han framför politiska sånger av bland andra Dan Berglund, Bertolt Brecht och Joe Hill.
Wollter var gäst i Här är ditt liv i SVT den 10 oktober 2009. Han hade kring 2010 ett eget radioprogram i P4 som hette Wollter i P4 men sade upp sig 2012 när han censurerats i sin kritik av regeringen Reinfeldts förslag till höjd pensionsålder. Wollter var politiskt engagerad och medlem i Kommunistiska partiet, tidigare KPML(r).
Bland hans framstående teaterroller märks titelrollen i Hjalmar Bergmans Swedenhielms på Östgötateatern 2014 och Kung Lear samma år. Wollter drog sig tillbaka från teatern 2016.
År 2018 gjorde SVT:s Ann Victorin dokumentären Sven Wollter – 65 år på scenen.
Wollters sista filmframträdande ägde rum i Dag för dag, för vilken han postumt nominerades till en Guldbagge 2022 för "Bästa manliga skådespelare i en huvudroll". 

### Författarskap
Tillsammans med sin tidigare hustru Maja-Brita Mossberg skrev Wollter den självbiografiska tankeboken Bakljus (1994). Denna har senare följts av fler egenhändiga böcker som den likaledes självbiografiska Pojke med pilbåge; eftertankar i ord och bild (2013), romanen Hon, han och döden (2016) och Britas resa (2018).

### Familj
Wollter var gift första gången 1956–1958 med Maja-Brita Mossberg, andra gången 1960–1967 med Annie Jenhoff och tredje gången från 2003 till sin död med Lisa Wede. I andra äktenskapet hade han döttrarna Ylva Wollter (1962–1992) och Stina Wollter. Vidare fick han dottern Lina Wollter (född 1967) med Evabritt Strandberg, sonen Karl Seldahl med Viveka Seldahl och sonen Magnus Lindgren Wollter (född 1993) med Maria Lindgren. Han sammanlevde med Seldahl från 1971 och i stort sett fram till hennes död 2001.
Christopher Wollter är Sven Wollters brorsons son.

### Död
Wollter avled 2020 i sviterna av covid-19 efter att ha insjuknat vid ett besök i Stockholm. Han är begravd på Skogskyrkogården i Stockholm.

## Bildgalleri

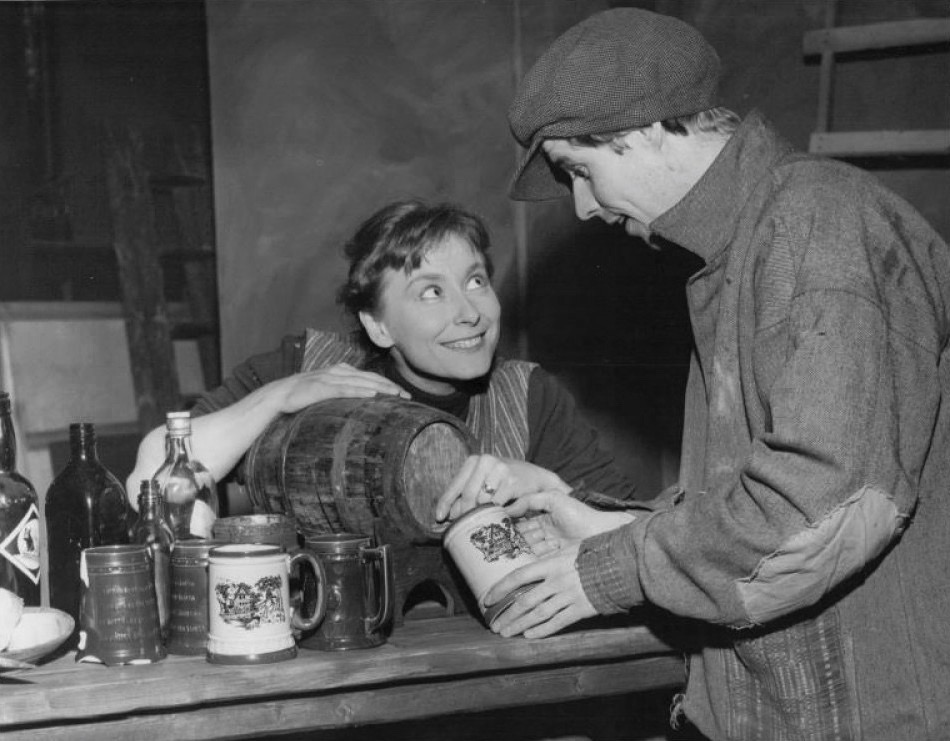
Sven Wollter med Annie Jenhoff i JM Synges Hjälten på den gröna ön på Teater Artist i Stockholm 1960.
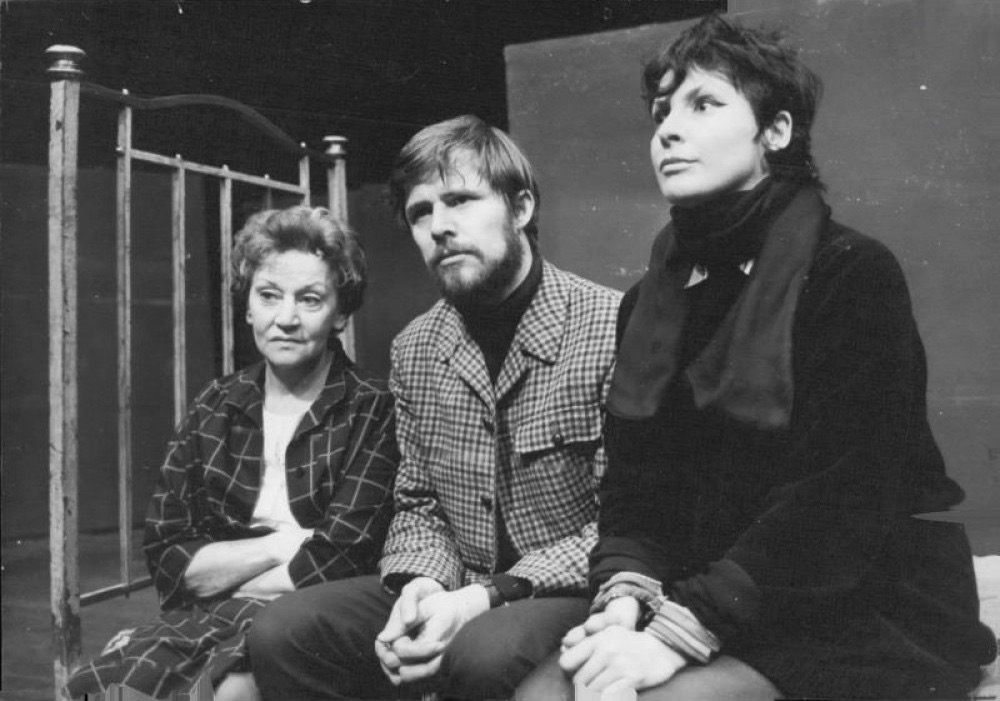
Ebba Ringdahl, Sven Wollter och Margaretha Löwler i Missförståndet av Albert Camus på Göteborgs stadsteater 1968.
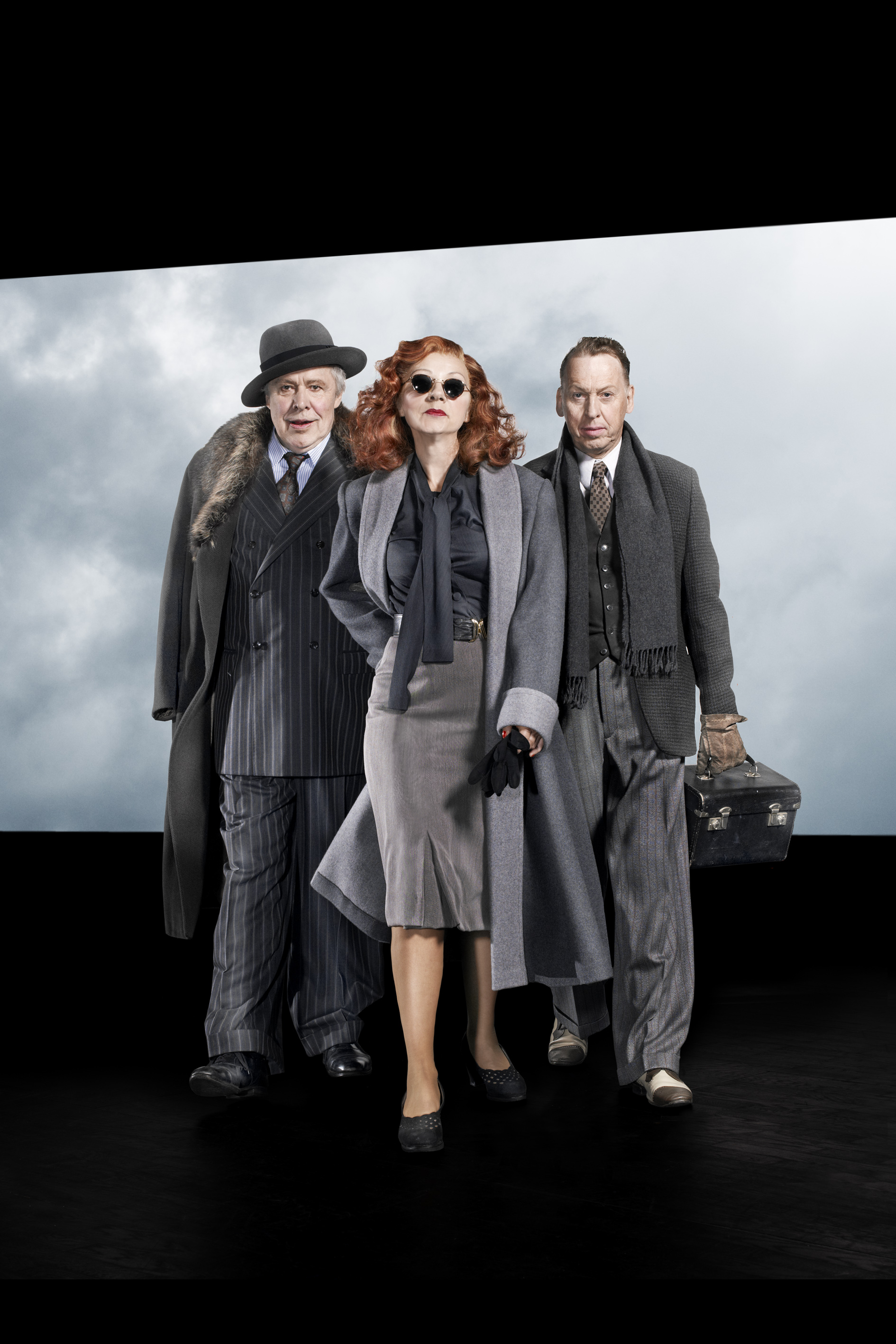
Sven Wollter, Marie Delleskog, Tomas von Brömssen i Påklädaren av  Ronald Harwood på Göteborgs Stadsteater 2011.
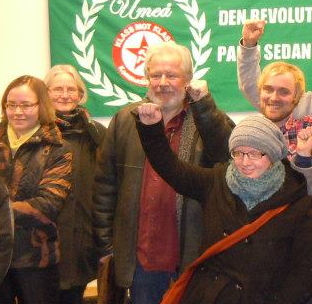
Sven Wollter efter att ha talat på temat "Vad vill kommunisterna?" på Umeå Folkets hus 2013.
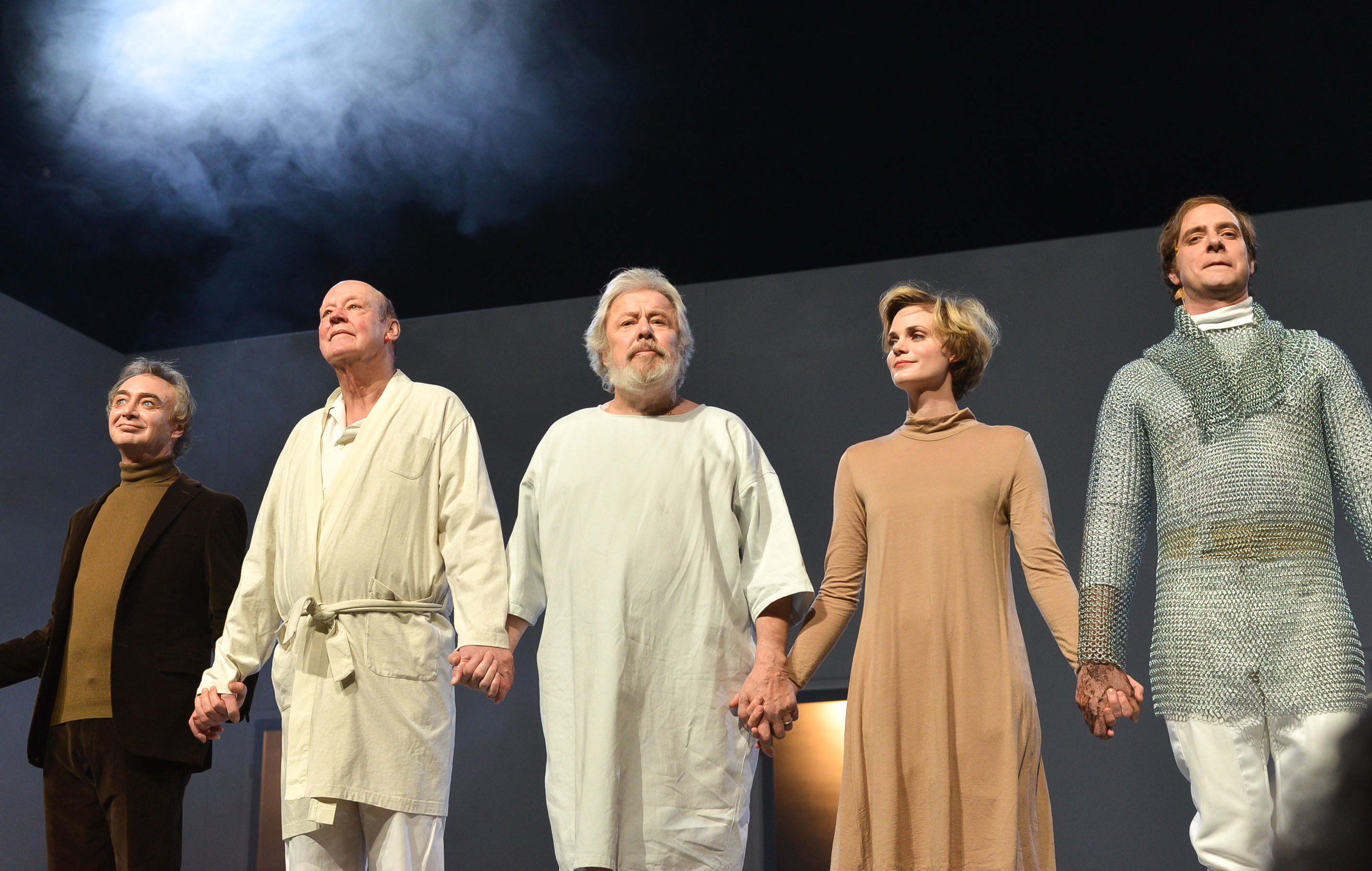
Sven Wollter efter sitt sista framträdande i William Shakespeares Kung Lear på Stadsteatern i Stockholm 2014.
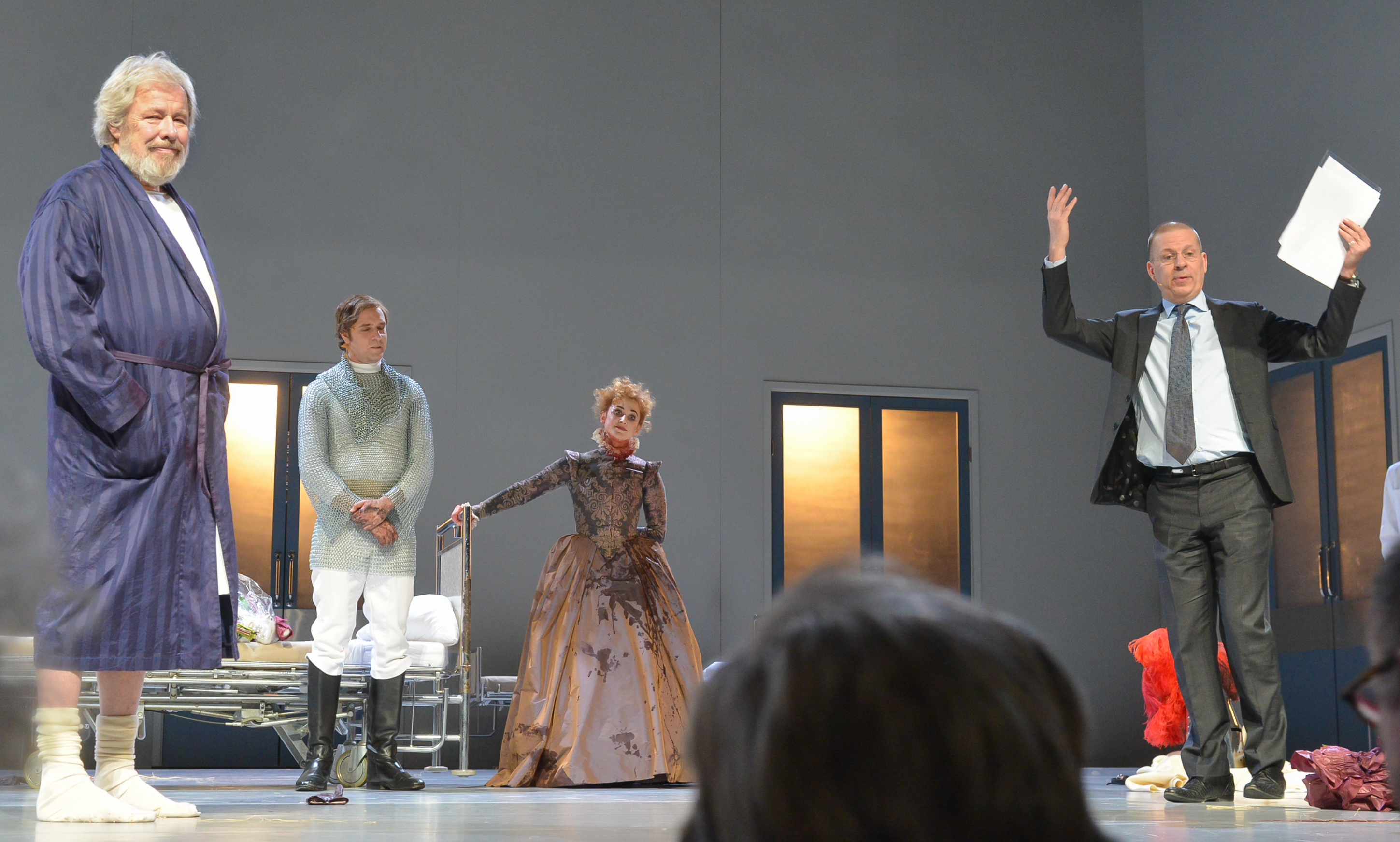
Sven Wollter avtackas av publiken, ensemblen och teaterchefen Benny Fredriksson på Kulturhuset Stadsteatern efter sitt avsked till teaterscenen 2014.
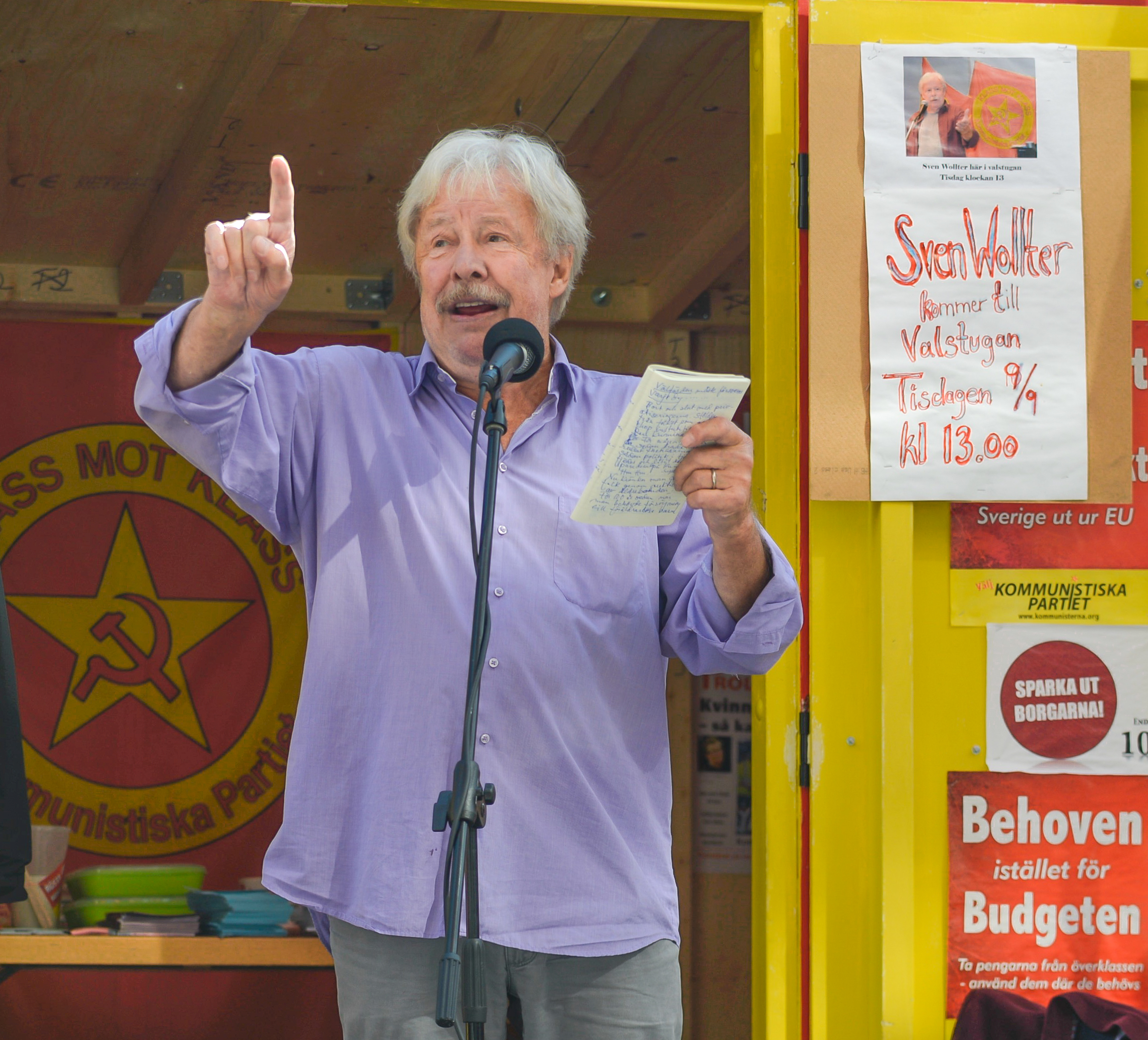
Sven Wollter håller torgmöte på Sergels torg i Stockholm inför riksdagsvalet 2014.

## Filmografi (i urval)
- 1959 – Ryttare i blått (filmdebut, ej krediterad)
- 1966 – Hemsöborna
- 1967 – Jag är nyfiken – gul
- 1967 – Drottningens juvelsmycke (TV-serie)
- 1968 – Jag älskar, du älskar
- 1968 – Exercis
- 1969 – Nej
- 1973 – Ett köpmanshus i skärgården (TV-serie)
- 1974 – Rymmare
- 1974 – Jourhavande (TV-serie)
- 1975 – Den vita väggen
- 1975 – Gyllene år (TV-serie)
- 1976 – Raskens (TV-serie)
- 1976 – Mannen på taket
- 1978 – Strandfyndet (TV-serie)
- 1979 – Charlotte Löwensköld
- 1979 – Linus eller Tegelhusets hemlighet
- 1981 – Kallocain (TV-serie)
- 1981 – Sista budet
- 1983 – Jacob Smitaren
- 1983 – Nilla (TV-serie)
- 1983 – Profitörerna (TV-serie)
- 1984 – Mannen från Mallorca
- 1984 – Sista leken
- 1986 – Offret
- 1986 – I lagens namn
- 1987 – En film om kärlek
- 1987 – Friends
- 1988 – Enkel resa
- 1988 – Sweetwater
- 1989 – Husbonden – piraten på Sandön (TV-serie)
- 1989 – Tre kärlekar (TV-serie)
- 1990 – Smycketjuven
- 1991 – Facklorna (TV-serie)
- 1991 – Guldburen (TV-serie)
- 1992 – Änglagård
- 1992 – Mupparnas julsaga (röst åt Ebenezer Scrooge)
- 1993 – Dockpojken
- 1994 – Änglagård – andra sommaren
- 1995 – Alfred
- 1995 – Mördare utan ansikte (TV-serie)
- 1996 – Jerusalem
- 1997 – Oliver och gänget (röst åt Sykes i nydubbning)
- 1998 – Ögat
- 1998 – Den tatuerade änkan (TV-film)
- 1998 – Ivar Kreuger (TV-serie)
- 1999 – Den 13:e krigaren
- 1999 – Det grovmaskiga nätet (TV-serie)
- 1999 – Sally (TV-serie)
- 2000 – En sång för Martin
- 2001 – Kvinna med födelsemärke (TV-serie)
- 2001 – Kaspar i Nudådalen (TV-serie) (julkalender)
- 2001 – En kærlighedshistorie
- 2001 – Återkomsten (TV-serie)
- 2002 – Suxxess
- 2002 – Dieselråttor och Sjömansmöss (TV-serie) (julkalender)
- 2002 – Skattkammarplaneten (röst)
- 2005 – Störst av allt
- 2005 – Van Veeteren – Carambole
- 2005 – Van Veeteren – Münsters fall
- 2005 – Van Veeteren – Borkmanns punkt
- 2006 – Van Veeteren – Moreno och tystnaden
- 2006 – Van Veeteren – Svalan, Katten, Rosen, Döden
- 2006 – Van Veeteren – Fallet G
- 2006 – Sigillet
- 2008 – Tomtar och troll
- 2010 – Änglagård – tredje gången gillt
- 2010 – Sture & Kerstin Forever (Molinska skrönor)
- 2012 – Flimmer
- 2012 – Samlaren (kortfilm)
- 2015 – Våga älska
- 2016 – Videomannen
- 2017 – Solsidan
- 2019 – Störst av allt (TV-serie)
- 2022 – Dag för dag (Wollters sista filmroll)

## Teater

### Roller
| År   | Roll                 | Produktion                                                         | Regi                 | Teater                           |
| ---- | -------------------- | ------------------------------------------------------------------ | -------------------- | -------------------------------- |
| 1954 |                      | Lyckliga dagar Claude-André Puget                                  | Lars-Erik Liedholm   | Pionjärteatern                   |
| 1959 | Demetrius            | En midsommarnattsdröm William Shakespeare                          | Sandro Malmquist     | Skansens friluftsteater          |
| 1961 | Roland               | Så tuktas en hustyrann John Fletcher                               | Lars Barringer       | Norrköping-Linköping stadsteater |
| 1961 | Kasper               | Folk och rövare i Kamomilla stad Thorbjørn Egner och Bjarne Amdahl | Bertil Norström      | Norrköping-Linköping stadsteater |
| 1961 | Doug                 | Se ditt rätta jag Michael Shurtleff                                | Lars Barringer       | Norrköping-Linköping stadsteater |
| 1962 | Perdican             | Lek ej med kärleken Alfred de Musset                               | Ingrid Luterkort     | Norrköping-Linköping stadsteater |
| 1962 | Soldaten             | Andorra Max Frisch                                                 | Lars Barringer       | Norrköping-Linköping stadsteater |
| 1962 |                      | Advokaten Patelin David Augustin de Brueys och Jean de Palaprat    | Lars Gerhard Norberg | Norrköping-Linköping stadsteater |
| 1962 | PG                   | Min kära är en ros Bo Sköld                                        | Sture Ericson        | Norrköping-Linköping stadsteater |
| 1963 | Camille Sevigné      | Tokan Marcel Achard                                                | Bertil Norström      | Norrköping-Linköping stadsteater |
| 1963 | La Grange            | De löjliga mamsellerna Molière                                     | Lars Gerhard Norberg | Norrköping-Linköping stadsteater |
| 1963 | Mr Purdie            | I hemligaste laget Arthur Watkyn                                   | Sture Ericson        | Norrköping-Linköping stadsteater |
| 1963 | Ted                  | Öron till att höra Peter Shaffer                                   | Lars Barringer       | Norrköping-Linköping stadsteater |
| 1964 | Sam 20               | Mitt bedårande jag Peter Ustinov                                   | Gerda Wrede          | Vasateatern                      |
| 1964 | Dunois               | Sankta Johanna George Bernard Shaw                                 | Per Gerhard          | Vasateatern                      |
| 1965 | Paul Bratter         | Barfota i parken Neil Simon                                        | Per Gerhard          | Vasateatern                      |
| 1984 |                      | Makten och ärligheten Lars Forssell                                | Peter Oskarson       | Folkteatern i Gävleborg          |
| 2001 | Kung Lear            | Kung Lear William Shakespeare                                      |                      | Romateatern                      |
| 2002 | Doktor Rank          | Ett dockhem Henrik Ibsen                                           |                      | Stockholms stadsteater           |
| 2004 | Gamle Mahon          | Hjälten John Millington Synge                                      | Tommy Berggren       | Stockholms stadsteater           |
| 2005 | Johannes Puntila     | Herr Puntila och hans dräng Matti Bertholt Brecht                  |                      | Norrbottensteatern i Luleå       |
| 2006 | Egeus                | En midsommarnattsdröm William Shakespeare                          | Alexander Mørk-Eidem | Stockholms stadsteater           |
| 2008 | Voltaire             | Candide Leonard Bernstein , Lillian Hellman och Richard Wilbur     | Vernon Mound         | Wermland Opera                   |
| 2008 | Jonathan Brewster    | Arsenik och gamla spetsar Joseph Kesselring                        | Eva Dahlman          | Stockholms stadsteater           |
| 2008 | Herr Schultz         | Cabaret John Kander, Fred Ebb och Joe Masteroff                    | Colin Nutley         | Stockholms stadsteater           |
| 2009 | Estragon             | I väntan på Godot Samuel Beckett                                   | Henric Holmberg      | Göteborgs stadsteater            |
| 2010 | Polonius Dödgrävare  | Hamlet William Shakespeare                                         |                      | Stockholms stadsteater           |
| 2010 | Puck                 | En midsommarnattsdröm William Shakespeare                          |                      | Döda fallet                      |
| 2010 | Rymdmatrosen         | Aniara Harry Martinson                                             | Lars Rudolfsson      | Stockholms stadsteater           |
| 2011 | Gustaf Fröding       | En dåres sånger Carl Otto Evers                                    | Carl Otto Evers      | Riksteatern                      |
| 2013 | Kung Lear            | Kung Lear William Shakespeare                                      | Ole Anders Tandberg  | Stockholms stadsteater           |
| 2014 | Rolf Swedenhielm s:r | Swedenhielms Hjalmar Bergman                                       |                      | Östgötateatern                   |
| 2016 | Romeo                | Romeo och Julia William Shakespeare                                | Dag Norgård          | Kulturhuset Stadsteatern Turné   |

### Regi
| År   | Produktion      | Upphovsmän                          | Teater                 |
| ---- | --------------- | ----------------------------------- | ---------------------- |
| 1975 | Dunkarna Teneke | Yaşar Kemal                         | Göteborgs stadsteater  |
| 1987 | Furstespegel    | Per Olov Enquist och Anders Ehnmark | Stockholms stadsteater |

## Diskografi
- 1989 – Nån sorts man
- 2009 – Sånger från tjugonde seklet

## Priser och utmärkelser
- 1973 – Svenska Dagbladets Thaliapris
- 1981 – Teaterförbundets De Wahl-stipendium
- 1985 – Guldbaggen för Bästa skådespelare för Mannen från Mallorca och Sista leken
- 1987 – Utsedd till Sveriges sexigaste man vid en omröstning[25] i tv-programmet Sköna söndag[26]
- 2001 – Guldbaggen för Bästa skådespelare för En sång för Martin
- 2011 – Gustaf Fröding-sällskapets hedersmedalj
- 2013 – Litteris et Artibus
- 2016 – Svenska Akademiens teaterpris[27]
- 2018 – Leninpriset[28]